# Räddningsstation Vadstena-Motala (sjöräddning)
Räddningsstation Vadstena-Motala är en av Sjöräddningssällskapets räddningsstationer.
Räddningsstationen ligger vid hamnpiren i Vadstena och inrättades 1999. Den har 27 frivilliga sjöräddare. Räddningsfartygen ligger alternerande i Vadstena och Motala.

## Räddningsfarkoster
- Rescue Stig Kjellgren, en 11,5 meter lång räddningsbåt av Postkodlotterietklass, tillverkad 2021
- Rescue Ivan Holmberg, en 8,4 meter lång öppen båt av Gunnel Larssonklass, byggd 1997
- Rescuerunner Anders Lindquist, tillverkad 2004
- Rescue Länsförsäkringar Östgöta 2, en 5,55 meter lång Ivanoff Hovercraft svävare, tillverkad 2019
- Miljöräddningssläp Vadstena-Motala, 9,85 meter långt, tillverkat av Marine Alutech

## Tidigare räddningsfarkoster
- 10-1 Rescue Skeppskär av Eskortenklass, från 1999 på Räddningsstation Vadstena-Motala, byggd 1986 av Lillholmens Plast AB i Arvika för räddningsstationen på Fejan i Norrtälje kommun (1986–1999), från maj 2021 Rescue Ida i Kerteminde tillhörande Dansk Søredningsselskab.[1]
- S-5 Rescue Sparbanken Vadstena, en täckt svävare, byggd 2007
- Rescue 7-790, en 7,9 meter lång ribbåt, byggd 1999